# Liga Invernal Veracruzana
Para el canal de entretenimiento de televisión por cable y satélite, véase Liv.
La Liga Invernal Veracruzana de Béisbol Profesional, conocida como Liga Invernal Veracruzana o LIV, por sus siglas, es una liga de béisbol invernal que se lleva a cabo entre los meses de octubre y enero. La conforman actualmente 6 equipos del estado de Veracruz de Ignacio de la Llave, México. 
De la Temporada 2005-2006 hasta la Temporada 2011-2012 el circuito se dividió en dos zonas (Zona Centro y Zona Sur).
Los campeones en esta nueva etapa de la liga han sido en 2005-2006 los Broncos de Cosamaloapan, en 2006-2007 los Gallos de Santa Rosa, en 2007-2008 y 2010-2011 los Chileros de Xalapa, en 2008-2009, 2009-2010, 2011-2012, 2012-2013, 2013-2014 y 2014-2015 los Brujos de Los Tuxtlas, y en 2015-2016 los Tobis de Acayucan.
Cabe destacar que el equipo campeón representa a México en la Serie Latinoamericana contando con los respectivos equipos campeones de: Argentina, Colombia, Curazao, México, Nicaragua y Panamá.

## Historia

### Inicios
La liga tuvo su primera etapa hace muchos años en la que brillaron grandes peloteros, entre ellos "Beto" Ávila. En 2005, gracias a las gestiones del gobernador Fidel Herrera Beltrán se logró poner en marcha nuevamente la liga, la cual ha ido incrementando su nivel y popularidad debido a que en ella participan muchos jugadores tanto mexicanos como extranjeros de la Liga Mexicana de Béisbol, que no tienen cabida en los equipos de la Liga Mexicana del Pacífico debido a que esta sólo cuenta con 8 equipos.

### Actualidad
Después de dos años en receso por falta de apoyo estatal y el cambio de gobierno, el circuito volvió a la actividad a partir de 2018 bajo la dirección de Regina Vázquez Saut, presidenta de los Tobis de Acayucan.

## Equipos

### Temporada 2018-2019
Temporada 2018-2019
| Liga Invernal Veracruzana 2018-2019 |                       |                                    |                                      |
| Equipo                              | Mánager               | Sede                               | Estadio                              |
| Astros de Jáltipan                  | Eddy Castro           | Jáltipan, Veracruz                 | "Fernando López Arias"               |
| Cafetaleros de Córdoba              | Alberto Joachín       | Córdoba, Veracruz                  | "Beisborama"                         |
| Cañeros de Úrsulo Galván            | Ángel Utrera          | Cempoala, Veracruz                 | 20 de Noviembre                      |
| Chileros de Xalapa                  | Juan Carlos Hernández | Xalapa, Veracruz                   | Deportivo Colón                      |
| Rojos de Veracruz                   | Ramón Esquer          | Veracruz, Veracruz                 | Deportivo Universitario "Beto Ávila" |
| Tobis de Acayucan                   | Félix Tejeda          | Acayucan, Veracruz Oluta, Veracruz | "Luis Díaz Flores" Emiliano Zapata   |

#### Convenios con equipos de laLiga Mexicana de Béisbol
Los convenios son los siguientes:
| Equipo                   | Equipos de la LMB        |
| Astros de Jáltipan       | Por definir              |
| Cafetaleros de Córdoba   | Bravos de León           |
| Cañeros de Úrsulo Galván | Por definir              |
| Chileros de Xalapa       | Acereros del Norte       |
| Rojos de Veracruz        | Diablos Rojos del México |
| Tobis de Acayucan        | Por definir              |

### Desaparecidos
A lo largo de su historia la liga ha tenido otros clubes, que por diversas circunstancias han dejado el circuito. A continuación los clubes que han desaparecido de la LIV:
| Equipo                          |
| Atléticos de Medellín           |
| Broncos de Cosamaloapan         |
| Brujos de Los Tuxtlas           |
| Cafeteros de Córdoba            |
| Campesinos de Paso de Ovejas    |
| Cardenales de Puerto México     |
| Cayena de Isla                  |
| Chicataneros de Huatusco        |
| Chileros de Xalapa              |
| Dragones Rojos de Coatzacoalcos |
| Gallos de Santa Rosa            |
| Gavilanes de Minatitlán         |
| Guacamayas de Palenque          |
| Indios Limoneros de Cuitláhuac  |
| Industriales de Coatzacoalcos   |
| Jicameros de Oluta              |
| Marlines de Boca del Río        |
| Piñeros de Isla                 |
| Plataneros de Tabasco           |
| Queseros de La Cuenca           |
| Rojos de Coatzacoalcos          |
| Rojos de Veracruz               |
| Tiburones Rojos de Oluta        |
| Tigres de Boca del Río          |
| Tigres de Tuxpan                |
| Tobis de Acayucan               |
| Toros de Soledad                |
| Tucanes de Chiapas              |
| Vaqueros de Cosamaloapan        |

## Serie Nacional Invernal
Esta serie se disputó en 4 ocasiones entre los campeones de la Liga Invernal Veracruzana y de la Liga de la Costa del Pacífico, tratando de emular a la Serie Mundial de las Grandes Ligas de Béisbol.
Para más detalles sobre esta competencia, véase: Serie Nacional Invernal.

## Campeones

### Equipos y mánagers campeones
1950-2024
| Temporada | Campeón                     | Serie | Subcampeón                      | Mánager Campeón           |
| --------- | --------------------------- | ----- | ------------------------------- | ------------------------- |
| 1950-1951 | Tucanes de Chiapas          | 5-2   | Astros de jaltipan              |                           |
| 1951-1952 | Atlético de Medellín        | 7-4   | Tobis de Acayucan               |                           |
| 1952-1953 | Rojos de Veracruz           | 4-1   | Tucanes de Chiapas              |                           |
| 1953-1954 | Caneros de Ursulo Galván    | 5-5   | Chilenos de Xalapa              |                           |
| 1954-1955 | Broncos de Cosamaloapan     | 4-1   | Rojos de Veracruz               |                           |
| 1955-1956 | Cayena de Isla              | 4-2   | Cafetaleros de Córdoba          |                           |
| 1956-1957 | Rojos de Veracruz           | 5-2   | Tigers de Boca Del Río          |                           |
| 1957-1958 |                             |       |                                 |                           |
| 1958-1959 |                             |       |                                 |                           |
| 1959-1960 |                             |       |                                 |                           |
| 1960-1961 |                             |       |                                 |                           |
| 1961-1962 |                             |       |                                 |                           |
| 1962-1963 |                             |       |                                 |                           |
| 1963-1964 |                             |       |                                 |                           |
| 1964-1965 |                             |       |                                 |                           |
| 1965-1966 |                             |       |                                 |                           |
| 1966-1967 |                             |       |                                 |                           |
| 1967-1968 |                             |       |                                 |                           |
| 1968-1969 |                             |       |                                 |                           |
| 1969-1970 |                             |       |                                 |                           |
| 1970-1971 |                             |       |                                 |                           |
| 1971-1972 |                             |       |                                 |                           |
| 1972-1973 |                             |       |                                 |                           |
| 1973-1974 |                             |       |                                 |                           |
| 1974-1975 |                             |       |                                 |                           |
| 1975-1976 |                             |       |                                 |                           |
| 1976-1977 |                             |       |                                 |                           |
| 1977-1978 |                             |       |                                 |                           |
| 1978-1979 |                             |       |                                 |                           |
| 1979-1980 |                             |       |                                 |                           |
| 1980-1981 |                             |       |                                 |                           |
| 1981-1982 |                             |       |                                 |                           |
| 1982-1983 |                             |       |                                 |                           |
| 1983-1984 |                             |       |                                 |                           |
| 1984-1985 |                             |       |                                 |                           |
| 1985-1986 |                             |       |                                 |                           |
| 1986-1987 |                             |       |                                 |                           |
| 1987-1988 |                             |       |                                 |                           |
| 1988-1989 |                             |       |                                 |                           |
| 1989-1990 |                             |       |                                 |                           |
| 1990-1991 |                             |       |                                 |                           |
| 1991-1992 |                             |       |                                 |                           |
| 1992-1993 |                             |       |                                 |                           |
| 1993-1994 |                             |       |                                 |                           |
| 1994-1995 |                             |       |                                 |                           |
| 1995-1996 |                             |       |                                 |                           |
| 1996-1997 |                             |       |                                 |                           |
| 1997-1998 |                             |       |                                 |                           |
| 1998-1999 |                             |       |                                 |                           |
| 1999-2000 |                             |       |                                 |                           |
| 2000-2001 |                             |       |                                 |                           |
| 2001-2002 |                             |       |                                 |                           |
| 2002-2003 |                             |       |                                 |                           |
| 2003-2004 |                             |       |                                 |                           |
| 2004-2005 |                             |       |                                 |                           |
| 2005-2006 | Broncos de Cosamaloapan     | 4-3   | Chileros de Xalapa              | Ramón Arano Bravo         |
| 2006-2007 | Gallos de Santa Rosa        | 4-2   | Dragones Rojos de Coatzacoalcos | Ramón Montoya Lerma       |
| 2007-2008 | Chileros de Xalapa          | 4-3   | Broncos de Cosamaloapan         | Rafael Castañeda Ramírez  |
| 2008-2009 | Brujos de Los Tuxtlas       | 4-1   | Gallos de Santa Rosa            | Pedro Meré Cárdenas       |
| 2009-2010 | Brujos de Los Tuxtlas       | 4-2   | Chileros de Xalapa              | Pedro Meré Cárdenas       |
| 2010-2011 | Chileros de Xalapa          | 4-2   | Brujos de Los Tuxtlas           | Shammar Almeida Escamilla |
| 2011-2012 | Brujos de Los Tuxtlas       | 4-1   | Chileros de Xalapa              | Pedro Meré Cárdenas       |
| 2012-2013 | Brujos de Los Tuxtlas       | 4-1   | Gallos de Santa Rosa            | Pedro Meré Cárdenas       |
| 2013-2014 | Brujos de Los Tuxtlas       | 4-1   | Tobis de Acayucan               | Pedro Meré Cárdenas       |
| 2014-2015 | Brujos de San Andrés Tuxtla | 4-1   | Gallos de Santa Rosa            | Pedro Meré Cárdenas       |
| 2015-2016 | Tobis de Acayucan           | 4-1   | Chileros de Xalapa              | José Ángel Chávez Vidaña  |
| 2016-2017 |                             |       |                                 |                           |
| 2017-2018 |                             |       |                                 |                           |
| 2018-2019 | Tobis de Acayucan           | 4-3   | Chileros de Xalapa              | Félix Tejeda Sánchez      |
| 2019-2020 |                             |       |                                 |                           |
| 2020-2021 |                             |       |                                 |                           |
| 2021-2022 |                             |       |                                 |                           |
| 2022-2023 |                             |       |                                 |                           |
| 2023-2024 |                             |       |                                 |                           |
| 2024-2025 |                             |       |                                 |                           |

#### Campeonatos por Club
A continuación se muestran los campeonatos por club desde la temporada 2005-2006:
| Equipo                  | Cantidad | Años                               |
| ----------------------- | -------- | ---------------------------------- |
| Brujos de Los Tuxtlas   | 6        | 2009, 2010, 2012, 2013, 2014, 2015 |
| Chileros de Xalapa      | 2        | 2008, 2011                         |
| Tobis de Acayucan       | 2        | 2016, 2019                         |
| Broncos de Cosamaloapan | 1        | 2006                               |
| Gallos de Santa Rosa    | 1        | 2007                               |

### Campeones de la Serie Latinoamericana
| Año  | Sede             | Campeón               | Mánager             |
| ---- | ---------------- | --------------------- | ------------------- |
| 2013 | Veracruz, México | Brujos de Los Tuxtlas | Pedro Meré Cárdenas |

#### Campeonatos por club en Serie Latinoamericana
| Equipo                | Campeonatos | Subcampeonatos | Años de Campeonato | Años de Subcampeonato |
| --------------------- | ----------- | -------------- | ------------------ | --------------------- |
| Brujos de Los Tuxtlas | 1           | 1              | 2013               | 2014                  |